# Soul
Soul, che letteralmente significa "anima" in inglese, è un termine essenzialmente usato per riferirsi ad un tipo di musica sviluppata dagli anni sessanta, soprattutto da musicisti neri.  Aretha Franklin, Otis Redding, Marvin Gaye, Donny Hathaway,  James Brown, Ray Charles, Sam Cooke, Dionne Warwick, Wilson Pickett e Stevie Wonder sono alcuni dei nomi maggiormente rappresentativi della soul music. La “musica dell'anima” nacque dalla fusione delle sonorità del jazz e del gospel con i modi della canzone pop.

## Storia
La musica soul fu il risultato dell'urbanizzazione e commercializzazione del rhythm and blues negli anni sessanta.
Il termine emerse per definire una serie di generi basati sullo stile R&B.
Dai gruppi orecchiabili e melodici sotto la Motown Records, alle band guidate dai fiati della Stax/Volt Records, esistevano molte varianti all'interno della musica soul.
Durante la prima parte degli anni sessanta, il soul rimase strettamente legato alle radici del R&B. Tuttavia, in seguito i musicisti spinsero la musica in direzioni differenti; spesso, diverse regioni dell'America davano alla luce diversi tipi di soul. Nei centri urbani come New York, Philadelfia, e Chicago, la musica era concentrata sugli interventi vocali e produzioni molto morbide e melodiche.

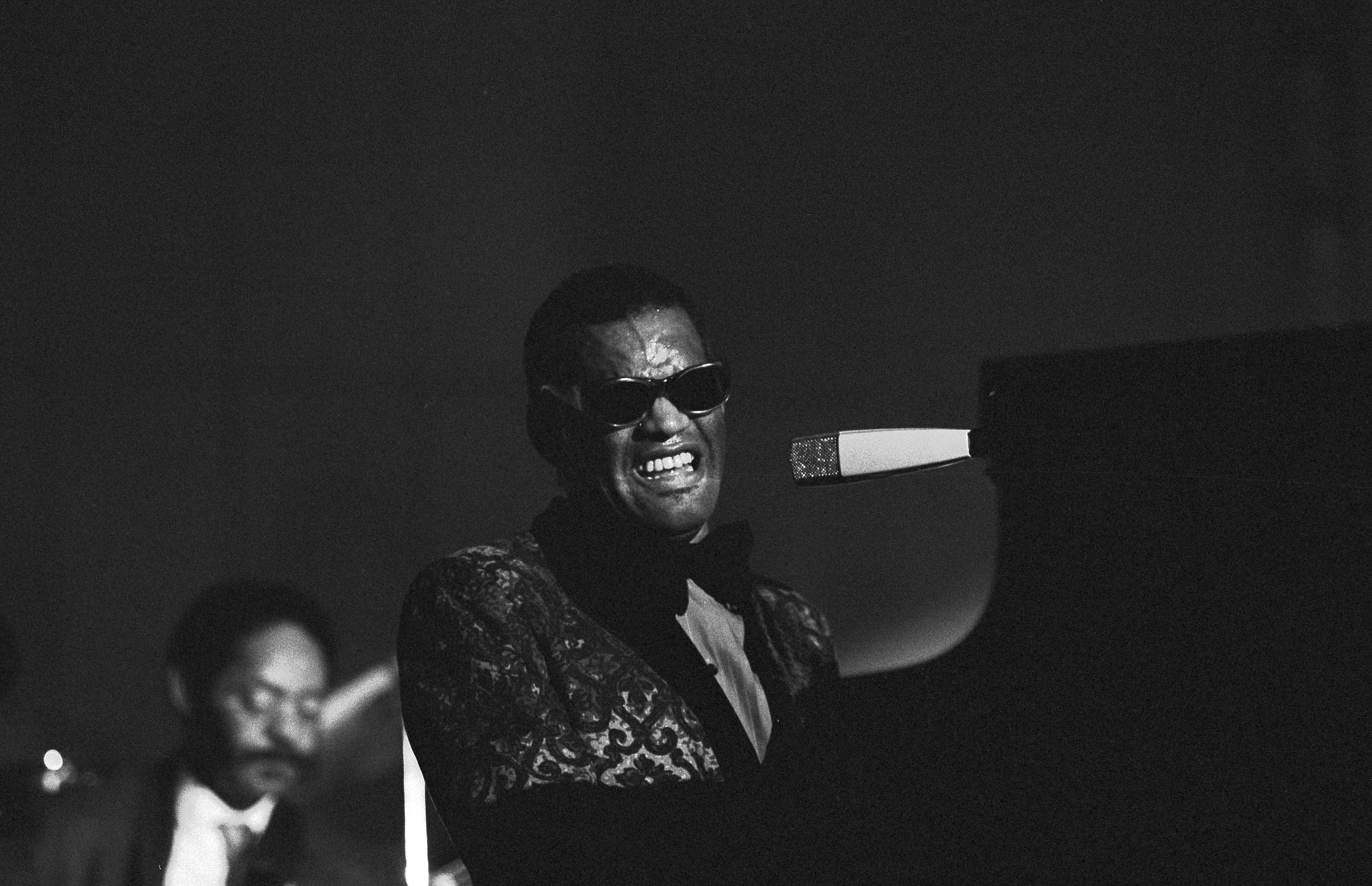
Ray Charles (1971)

A Detroit, la Motown si concentrò nel creare un sound orientato particolarmente sul pop influenzato in parti uguali dal gospel, jazz, R&B e rock & roll. Nel sud invece, il genere assunse tratti più duri, con ritmi sincopati, voci grezze, e fiati squillanti.
Tutti questi stili di soul dominavano le classifiche di musica nera negli anni 60 e spesso venivano proposte anche nelle classifiche pop.
Verso la fine degli anni 60, il soul iniziò a frammentarsi, quando artisti come James Brown e Sly Stone scoprirono il funk, come altri artisti si orientarono su nuove varianti. Nonostante questa evoluzione del soul, questo non tramontò mai: non solo risultò l'influenza di base per i gruppi R&B degli anni 70, 80, e 90, ma fu sempre ispirazione per i musicisti di tutto il mondo che riproposero il soul tradizionale.

## Alcuni artisti soul
- Lucio Battisti
- Zucchero
- Mietta
- Giorgia
- Alex Baroni
- Jenny B
- Mario Biondi

- Noemi
- Enzo Avitabile
- Davide Shorty
- Maxwell
- Bill Withers
- Mary J. Blige
- James Brown
- Aretha Franklin
- Wilson Pickett
- Joe Tex
- Mariah Carey
- Kehlani
- Temptations
- Janis Joplin
- Marvin Gaye
- Stevie Wonder
- Dionne Warwick
- Jackson 5
- Jackie Wilson
- Etta James
- Ray Charles
- Otis Redding
- Barry White
- Donny Hathaway
- Luther Vandross
- Ann Peebles
- Patti LaBelle
- Chaka Khan
- Shirly Brown
- Gladys Knight
- Anastacia
- Amy Winehouse
- Emeli Sandé
- Alicia Keys
- Solomon Burke
- Clarence Carter
- Joss Stone
- Sam Cooke
- The Four Tops
- Al Green
- The Impressions
- Curtis Mayfield
- Isaac Hayes
- Smokey Robinson
- Sam & Dave
- Sly & the Family Stone
- The Spinners
- The Staple Singers
- Florence Welch
- Billy Paul
- David Ruffin
- Martha Reeves and the Vandellas
- Teena Marie
- Angus & Julia Stone
- The Miracles
- Maxine Weldon
- Sounds Of Unity and Love
- Lee Moses
- Stylistics
- Lena Mayer Landrut
- Sarah Cheng de Winne
- Timi Yuro
- Duffy
- Ben L'Oncle Soul
- Teddy Pendergrass
- Lisa Stansfield
- The Supremes
- Lady Blackbird
- Adele

## Manifestazioni Soul in Europa e in Italia
- Dal 1987 si tiene a Porretta Terme il Porretta Soul Festival, considerato dagli appassionati la vetrina europea della "Musica dell'anima".
- Dal 2009 sulle spiagge della riviera adriatica nasce Spiagge Soul Festival, vetrina anch'esso di numerosi volti della musica Soul e R'n'B di tutto il panorama internazionale spiaggesoul.it
- I primi esempi di cantanti Soul italiani sono: Zucchero (1985), Mietta (1991), Giorgia (1993), Alex Baroni (1996) e Jenny B (2000), fino ad arrivare ai giorni nostri con Mario Biondi e per quanto riguarda la generazione Z abbiamo Ainè, Sissi, Davide Shorty e Mahmood.
- Dal 2008 al 2014 ha avuto luogo a Catanzaro la rassegna "Settembre al Parco" che in pochi anni ha ospitato autentiche stelle del soul e del R&B mondiale da Ben E. King a Eddie Floyd, Percy Sledge, Martha Reeves & the Vandellas, the Miracles, Al Jarreau ed artisti Motown.
- Nell'alta provincia di Belluno, dal 1995 ha luogo il Dolomiti Blues&Soul festival, con le montagne più belle del mondo, le Dolomiti patrimonio Unesco, a fare da anfiteatro naturale alla manifestazione. Grande Musica, panorami mozzafiato, arte, cultura e gastronomia, sono tra gli ingredienti di questa manifestazione.  www.dolomitibluesandsoul.it